# フィーバー愛の戦士レインボーマン'70
フィーバー愛の戦士レインボーマン'70は、2008年12月にSANKYOが発売した、1972年に放送された特撮ヒーロー愛の戦士レインボーマンとタイアップしたパチンコ機のシリーズ名。

CRフィーバー愛の戦士レインボーマン'70の1機種がある。

## 概要
液晶型のデジパチ。月･火･水･木･金･土･日の化身である愛の戦士が、死ね死ね団と戦うストーリーをパチンコのバトルシステムで再現している。

大当たり後は70回転限定のバトルモード「レインボーモード」へと移行し、死ね死ね団のボスとの死闘を繰り広げる。このレインボーモード滞在中のみ電サポが働く仕様となっており、内部的に確変であっても70回転後は潜伏確変扱いになる。

盤面に大きく配置されているレインボーマンのフィギュアは、手が動いてフラッシュすれば激アツ予告となる他、おでこの部分にあるサンランプ役モノが擬似連続変動時にフラッシュして期待感を演出する。

本機はリアルタイムクロック機能を搭載しており、実際の曜日とリンクした図柄が「本日のヒーロー図柄」となり、本日のヒーローが演出中に登場した場合はチャンスアップとなる。

本日のヒーローが登場してチャンスアップとなるのは、スーパーリーチ中やレインボーモード中などである。

## スペック
- CRフィーバー愛の戦士レインボーマン'70[1][2]
  - 賞球数 3&4&10&13
  - 大当たり最高継続 14R（8カウント）
  - 大当たり確率 1/399.6
  - 確変中大当たり確率　1/40.0
  - 確変継続率　80%
  - 確変期間　次回大当たりまで（電チューサポートは70回転まで）
  - 時短システム　通常大当たり終了後　70回転

## 図柄
大当たり図柄
- 1 - 月の化身　DASH1
- 2 - 炎の化身　DASH2
- 3 - 水の化身　DASH3
- 4 - 草木の化身　DASH4
- 5 - 黄金の化身　DASH5
- 6 - 土の化身　DASH6
- 7 - 太陽の化身　DASH7

本日のヒーロー図柄
- 1 - 月曜日
- 2 - 火曜日
- 3 - 水曜日
- 4 - 木曜日
- 5 - 金曜日
- 6 - 土曜日
- 7 - 日曜日

## 演出
重要アクション
- レインボーシャッター

リーチ中にシャッターが閉じれば、レインボーマン登場が確定し、各スーパーリーチへと発展する。
- レインボーフラッシュ

激しいフラッシュと音で画面をレインボーに切り裂く予告アクション。リーチ後に発生すれば大チャンスとなる。

予告アクション
- ステップアップ予告

ヤマトタケシが変身する最大5段階のステップアップ予告。ステップ1で団員が登場し、ステップ2で団員の乗る敵の車が横切る。ステップ3で女性が誘拐され、ステップ4でヤマトタケシが登場する。最終のステップ5ではレインボーマンに変身して大チャンスとなる。
各ステップには色によるチャンスアップパターンが存在し、サクラ柄が出現した場合はその時点で激アツとなる。
- ミニキャラ予告

背景に様々なキャラやアイテムが出現するチャンス予告。サクラ柄のアイテムなどが出現することもあり、その場合は出現した時点で激アツとなる。
- シャッタースベリ予告

シャッターが閉じて図柄をスベらせる予告。片側だけでなく両側のシャッターが閉じたら期待度アップとなる。
- 術･拝み予告

キャラがアクションで図柄をスベらせる予告。術なら反対側の図柄が変化し、拝めば自分の図柄が変化する。
- サンランプ予告

変動開始時にサンランプが光る連続予告。連続すればするほど期待度もアップする。レインボーに光れば激アツとなる。
- チャンス目予告

チャンス目が停止すれば擬似連続予告発生のチャンスとなる。サンランプ役モノと連動し、連続変動を開始すれば擬似連予告となり、継続すればするほと信頼度はアップする。
- レインボーあおり予告

左図柄に7が停止すると発生する予告で、右図柄がスベってリーチに発展すればチャンスとなる。レインボーフラッシュが発生すれば激アツとなる。
- エフェクト予告

リーチ成立後に発生する予告で、図柄の色でエフェクトが発生する。エフェクトには強弱パターンがあり、強パターンが出現するとチャンスアップとなる。
- 会話予告

ボタンプッシュで展開していくセリフ予告。レインボーマン出現ならチャンスアップとなる。
- 図柄実写変化予告

図柄停止時やリーチ成立時に、図柄が実写に変化すればスーパーリーチ発展のチャンスとなる。
- 団員襲撃予告

団員が登場して襲いかかってきたらボタン連打で団員を倒していく演出参加型の予告。団員撃退後に様々な示唆が表示される。
- タイトル予告

変動開始時にタイトルが出現したらチャンス。ボタンプッシュ後にムービーが発生すれば激アツとなる。
- スーパー発展時予告

スーパーリーチ発展時に出現する首飾りは赤色ならチャンスアップで、実写の映像が流れれば激アツとなる。
- 天地人予告

シャッターが閉まれば発生のチャンスとなる。順番に「天」「地」「人」の文字が出現する予告アクションで、スーパーリーチへと発展することがある。
- 群予告

リーチ成立直後に発生する可能性がある予告で、レインボーマン群が下から上へと舞い上がる激アツアクション。ダイバ群が出現した場合は超激アツとなる。
- 直撃フラッシュ予告

変動開始時に枠ランプと愛ランプがピンクにフラッシュする激アツ予告。

リーチアクション
- ノーマルリーチ

シンプルなリーチアクション。単体での信頼度はかなり低い。
- 死ね死ね団リーチ

ヤマトタケシが死ね死ね団に襲われるリーチアクション。リーチハズレ後にヨガの眠りモードに移行する可能性がある。
- 拝みロングリーチ

ヤマトタケシが拝むロングリーチで、ライン数が増えればチャンスアップとなる。背景の色が赤色に変化すれば大チャンスである。
- 本日リーチ

各曜日に対応した「本日のヒーロー図柄」がレインボーに変化するリーチアクション。その図柄でリーチがかかれば信頼度がアップする。
- 必殺技リーチ

登場するレインボーマンによって必殺技が変化する。レインボーマン登場時の月は三日月→半月→満月→サクラ柄の順に期待度がアップする。
レインボーシャターが閉じると2段階目に発展し、DASH7の必殺奥義「太陽フラッシュ」か「雷光の剣」が炸裂する。
レインボーシャターが閉じた後、ボス系リーチに発展することもある。
- フドラリーチ

レインボーマンとフドラのバトルシーンが展開される。レインボーマンが勝利すれば大当たりとなる。ボス系リートの中では信頼度が低めとなっている。
- ジェノバードリーチ

レインボーマンとジェノバードのバトルシーンが展開される。レインボーマンが勝利すれば大当たりとなる。必殺技の文字が赤文字などに変化すればチャンスアップとなる。
- イグアナリーチ

レインボーマンとアマゾンの魔女イグアナのバトルシーンが展開される。レインボーマンが勝利すれば大当たりとなる。リーチ中に発生するカットインが大きいとチャンスアップとなる。
- ミスターKリーチ

レインボーマンとミスターKのバトルシーンが展開される。レインボーマンが勝利すれば大当たりとなる。ボス系リーチの中では最も信頼度が高く、敵出現時の名前が赤文字ならさらにチャンスアップとなる。
- レインボークロスリーチ

センター図柄に7が停止すると発展する可能性があるリーチアクションで、レインボーマンが合体してラインを増やしていくマルチラインリーチ。
最大の7ラインまで増えれば激アツとなる。
- バトルチャンス

図柄停止時に全ての図柄が消灯するとボタン選択演出に発展する。3つのボス系リーチの中から1つが選択され、そのリーチに直接発展する。
通常パターンよりもバトルチャンス経由のリーチの方が信頼度が高くなっている。
- 全回転リーチ

レインボーマンの実写ムービーが展開される。大当たり濃厚のプレミアムリーチとなっている。

レインボーモード
2種類の大当たり後に突入する70回転の激アツモード。大当たり中と同様に右打ちで消化する。モード中の演出は、ボスとのバトルがメインとなっている。
レインボーモード中の激アツ演出として、ヤマトタケシが立ち止まる音が通常と異なる、ザコ敵がサクラ柄、ダッシュ7が登場、本日のヒーロー図柄でリーチなどがある。
- 睨み合い

ロング変動時に、死ね死ね団との睨み合いが続く。背景に出現するミニキャラなどでリーチ発展を示唆する。
- 変身演出

死ね死ね団のボスが出現し、リーチが成立するとヤマトタケシが変身をする。この時、どのレインボーマンに変身するかで勝利期待度が変化する。
直接ボスとのバトルに発展するパターンと、死ね死ね団をボタン連打で殲滅した後にバトルに発展するパターンがある。殲滅パターンの場合、敵を倒しきれなくてリーチに発展しないパターンや、そのままボスを撃破するパターンなどもある。
- 対決スタート

変身演出後に、死ね死ね団のボスとの戦いが始まり、この後先制攻撃をどちらが仕掛けるかが決定する。
- レインボーマン攻撃

レインボーマン先制時は、弱攻撃→強攻撃→必殺技の順に勝利期待度がアップする。
- 敵の攻撃

敵の先制攻撃の場合は、弱攻撃か強攻撃のいずれかで攻撃され、避ければレインボーマンが反撃を開始して大当たりとなる。
攻撃を受けてしまった場合は復活演出が始まり、復活できれば逆転大当たりとなる。
- 攻撃受け時

攻撃を受けてしまった場合、ボタン連打でレインボーマンが復活できれば復活大当たりとなる。敗北した場合はレインボーモードが残り回数から再開される。
- 救済演出

バトル敗北時にダイバがカットインすれば救済で、復活大当たりが確定する。

ヨガの眠りモード
レインボーモード終了後に移行する電サポがないモードで、潜伏確変の可能性があるモードとなっている。ヨガの眠りモード滞在中に上位モードの「深･ヨガの眠りモード」に突入したら、潜伏確変の可能性が高くなる。
ヨガの眠りモードが終わらない、オーラの色がレインボーになる、「闘」ランプが頻繁に点灯する、このいずれかの演出が発生すると確変期待度は高くなる。
眠りから目覚めるとバトル突入となる。

大当たりラウンド
本機には14ラウンド大当たりのレインボーナスと、2ラウンド大当たりの死ね死ね団ボーナスの2種類の大当たりが搭載されている。いずれが当選しても確変の可能性も、通常の可能性もどっちもあり得る。
大当たりの振り分けは14ラウンド確変が72%、2ラウンド確変が8%、14ラウンド通常が12%、2ラウンド通常が8%となっている。
2ラウンド大当たりの死ね死ね団ボーナス当選時は、1/2で通常大当たりとなってしまうので、当選したくないボーナスとなっている。
ヘソ入賞時と電チュー入賞時のいずれで当たった場合でも、大当たり振り分けの割合は変わらない。